# Morne à Craie
Morne à Craie är ett berg i Guadeloupe (Frankrike). Det ligger i den södra delen av Guadeloupe, 22 km sydost om huvudstaden Basse-Terre. Toppen på Morne à Craie är 109 meter över havet, eller 83 meter över den omgivande terrängen. Bredden vid basen är 0,88 km. Morne à Craie ligger på ön Terre-de-Haut.
Terrängen runt Morne à Craie är platt åt nordväst, men västerut är den kuperad.  Närmaste större samhälle är Trois-Rivières, 14,4 km norr om Morne à Craie. 